# Ницшеанское утверждение
Ницшеанское утверждение (нем. Bejahung), также известное как утверждение жизни, – концепция философии Фридриха Ницше. Лучший пример этой концепции можно найти в «Воле к власти» Ницше:
Предположим, мы говорим «да» одному единственному мгновению – это значит, тем самым мы сказали «да» не только самим себе, но и всему сущему. Ибо ничто не существует само по себе, ни в нас самих, ни в вещах: и если душа наша хоть один единственный раз дрогнула от счастья и зазвучала, как струна, то для того, чтобы обусловить одно это событие, потребовались все вековечности мира – и все вековечности в этот единственный миг нашего «да» были одобрены и спасены, подтверждены и оправданы.

## Оппозиция Шопенгауэру
Вальтер Кауфман писал, что Ницше «прославляет греков, которые, столкнувшись с ужасами природы и истории, не искали убежища в «буддистском отрицании воли», как Шопенгауэр, а создавали трагедии, в которых жизнь утверждается как прекрасная, несмотря ни на что». Отрицание воли у Шопенгауэра означало «нет» жизни и миру, который он считал ареной боли и зла. «Непосредственно против роли Шопенгауэра как окончательного отрицателя жизни, Ницше позиционировал себя как окончательного утверждателя жизни». Утверждение Ницше боли и зла жизни, в отличие от Шопенгауэра, проистекает из переполнения жизни. Шопенгауэровская проповедь самоотречения и отрицания жизни была, по Ницше, очень вредной. Всю свою зрелую жизнь Ницше был озабочен тем ущербом, который, по его мнению, стал результатом шопенгауэровского отвращения к жизни и обращения против мира.

## Дерридианская интерпретация
Жак Деррида усваивает эту концепцию и применяет ее конкретно к языку, его структуре и игре. Такое применение концепции признает, что в языке и его многочисленных частях, по сути, нет центра или начала, нет твердой почвы, на которой можно было бы основывать любую Истину или истины. Этот шок допускает две реакции в философии Деррида: более негативную, меланхолическую, которую он обозначает как руссоистскую, или более позитивную ницшеанскую – утверждение. Точка зрения Руссо сосредоточена на расшифровке истины и происхождения языка и его многочисленных знаков, что часто является исчерпывающим занятием. Однако реакция Деррида на Ницше предполагает активное участие в этих знаках и приводит в философии Деррида к более решительному ответу на язык.
В работе «Структура, знак и игра» Деррида формулирует перспективу Ницше следующим образом:
... утверждение радостной игры мира и безгрешности становления, утверждение мира знаков, не ведающего ни вины, ни истины, ни начала и подлежащего активному истолкованию.
По сути, Деррида не только развивает работы Ницше, но и развивает их в сфере языка; при этом Деррида приобретает и использует оптимизм Ницше в его концепции игры: «подмена данного и существующего, настоящего, частей» (292). В значительной степени этот дух проявляется в отказе от любого вида нового гуманизма. Такое принятие неизбежного дает значительное облегчение – очевидное в обозначении потери центра как не–центра – а также возможность утвердить и культивировать игру, которая позволяет человечеству и гуманитарным наукам «выйти за пределы человека и гуманизма» (292).